# Tatiana Ledovskaya
Tatiana Mikhailovna Ledovskaya (en bielorruso: Тацяна Міхайлаўна Ледаўская, en ruso: Татьяна Михайловна Ледовская; 21 de mayo de 1966, Shchókino, Óblast de Tula, Rusia). Es una exatleta rusa especialista en los 400 metros vallas y que compitió representando a la Unión Soviética. 
En los Juegos Olímpicos de Seúl 1988 ganó la medalla de plata en los 400 metros vallas por detrás de la australiana Debbie Flintoff-King. En esos Juegos ganó también la medalla de oro en los relevos 4 x 400 metros, con un nuevo récord del mundo de 3:15,18 El equipo soviético lo integraban por este orden Tatiana Ledovskaya, Olga Nazarova, Mariya Pinigina y Olga Bryzgina. El récord aún continua vigente.
En 1990 se proclamó en Split campeona de Europa de los 400 metros vallas. En 1991 logró su mayor éxito individual ganando el oro en los Campeonatos del Mundo de Tokio, donde además hizo su mejor marca personal con 53,11. En esos campeonatos ganó también el oro en los relevos 4 x 400 metros junto Lyudmila Dzhigalova, Olga Nazarova y Olga Bryzgina.
Era una de las grandes favoritas para los Juegos Olímpicos de Barcelona 1992, pero finalmente tuvo que conformarse con la cuarta posición. 
En los años siguientes no volvió a conseguir éxitos importantes y fue eliminada en las semifinales de los mundiales de 1993 y 1995.